# Casa de Gobierno (Suva)
La Casa de Gobierno o Casa Gubernamental o Palacio Presidencial (Government House en inglés) es una mansión de estilo georgiano situada en Suva, capital de Fiyi, y que sirve como residencia oficial del presidente del país. La residencia se encuentra al sur del Museo de Fiyi, con la entrada principal en Queen Elizabeth Drive, cerca del complejo del Gran Consejo de Jefes de Fiyi. El edificio está cerrado a público, pero la primera semana de cada mes se celebra el cambio de guardia en la residencia, siendo una de las principales atracciones turísticas de la ciudad. La guardia está formada por miembros de las Fuerzas Militares de la República de Fiyi.

## Historia
Fue construida en 1928 en el lugar que ocupaba la antigua residencia del gobernador colonial y que sufrió un incendio tras ser alcanzada por un rayo el 4 de abril de 1921; en el incendio se perdieron numerosos cuadros y documentos históricos. La residencia original fue construida para servir de residencia al gobernador de Fiyi y alto comisionado para el Pacífico Occidental, Eyre Hutson, a principios de los años 1880, después de que la capital fuera trasladada a Suva, y consistía en dos pequeños edificios de madera.
Tras el incendio, el gobernador Cecil Hunter-Rodwell planeó la construcción de una nueva residencia, apodada The House of Stairs. En la época se presupuestó por 40 000 libras, lo que originó una gran controversia y oposición en la colonia debido a su alto coste. Entre 1970 y 1987 fue la residencia oficial del gobernador general, hasta que pasó a ser la residencia del Presidente en 1987, tras dos golpes de Estado que tuvieron como consecuencia la proclamación de la independencia.